# 521
521（五百二十一、ごひゃくにじゅういち）は自然数、また整数において、520の次で522の前の数である。

## 性質
- 521は98番目の素数である。1つ前は509、次は523。
  - 約数の和は522。
- (521 , 523) は25番目の双子素数である。1つ前は(461, 463) 、次は(569, 571)。
- 521 = 521 + 0 × ω (ωは1の虚立方根)
  - a + 0 × ω (a > 0) で表される51番目のアイゼンシュタイン素数である。1つ前は509、次は557。
- 52…21 の形の最小の素数である。次は5222222221。(オンライン整数列大辞典の数列 A101573)
- 末尾の2桁が21の2番目の素数である。1つ前は421、次は821。(オンライン整数列大辞典の数列 A268859)
- 521 = 29 + 9
  - n = 9 のときの 2n + 9 の値とみたとき1つ前は265、次は1033。(オンライン整数列大辞典の数列 A188165)
    - 2n + 9 の形の7番目の素数である。1つ前は137、次は1033。(オンライン整数列大辞典の数列 A104070)

  - n = 9 のときの 2n + n の値とみたとき1つ前は264、次は1034。(オンライン整数列大辞典の数列 A006127)
    - 2n + n の形の4番目の素数である。1つ前は37、次は32783。(オンライン整数列大辞典の数列 A129962)
- p = 521 のときの 2p − 1 で表される 2521 − 1 は13番目のメルセンヌ素数である。1つ前は127、次は607。
2521 − 1 = 	6864797660130609714981900799081393217269435300143305409394463459185543183397656052122559640661454554977296311391480858037121987999716643812574028291115057151
- 13番目のリュカ数である。1つ前は322、次は843。
- 各位の和が8になる38番目の数である。1つ前は512、次は530。
  - 各位の和が8になる数で素数になる9番目の数である。1つ前は503、次は701。(オンライン整数列大辞典の数列 A062343)
- 各位の積が10になる8番目の数である。1つ前は512、次は1125。(オンライン整数列大辞典の数列 A199990)
  - 各位の積が10になる数で2番目の素数である。1つ前は251、次は11251。(オンライン整数列大辞典の数列 A107696)
- 521 = 112 + 202
  - 異なる2つの平方数の和で表せる155番目の数である。1つ前は520、次は522。(オンライン整数列大辞典の数列 A004431)
- 異なる3つの平方数の和7通りで表せる6番目の数である。1つ前は509、次は545。(オンライン整数列大辞典の数列 A025345)
- 521 = 13 + 23 + 83
  - 3つの正の数の立方数の和1通りで表せる67番目の数である。1つ前は514、次は528。(オンライン整数列大辞典の数列 A025395)
  - 3つの正の数の立方数の和で表せる17番目の素数である。1つ前は433、次は547。(オンライン整数列大辞典の数列 A007490)
  - 異なる3つの正の数の立方数の和1通りで表せる30番目の数である。1つ前は495、次は532。(オンライン整数列大辞典の数列 A025399)
  - 異なる3つの正の数の立方数の和で表せる7番目の素数である。1つ前は349、次は547。(オンライン整数列大辞典の数列 A122723)
  - n = 3 のときの 1n + 2n + 8n の値とみたとき1つ前は69、次は4113。(オンライン整数列大辞典の数列 A074504)
- 521 = 54 − 53 + 52 − 5 + 1
  - n = 5 のときの n4 − n3 + n2 − n + 1 の値とみたとき1つ前は205、次は1111。(オンライン整数列大辞典の数列 A060884)
    - n4 − n3 + n2 − n + 1 の形の3番目の素数である。1つ前は61、次は9091。(オンライン整数列大辞典の数列 A259257)

  - 521 = 1 − 5 + 52 − 53 + 54
    - 初項 1、公比 −5 の等比数列の和とみたとき1つ前は−104、次は−2604。(オンライン整数列大辞典の数列 A014986)
    - 521 = 55 + 1/5 + 1
- 521 = 83 + 8 + 1
  - n = 8 のときの n3 + n + 1 の値とみたとき1つ前は351、次は739。(オンライン整数列大辞典の数列 A071568)
    - n3 + n + 1 の形の6番目の素数である。1つ前は223、次は739。(オンライン整数列大辞典の数列 A095692)

## その他 521 に関連すること
- 西暦521年
- JR西日本521系電車は西日本旅客鉄道（JR西日本）の直流及び交流60Hz電化区間用交直流近郊形電車。
- 521号線 (オーストリア)
- 521空
- 521bit - 楕円曲線DSAなどで用いられる。